# Joe Boyden
Joseph „Joe“ Boyden (* 12. Februar 1929 in Willenhall; † Mai 2022) war ein englischer Fußballspieler.

## Karriere
Boyden kam 1946 vom lokalen YMCA als Amateur zum FC Walsall, im Dezember 1948 unterzeichnete er einen Vertrag als Teilzeitprofi und war weiterhin als Fabrikarbeiter beschäftigt. In der Frühphase der Saison 1952/53 bildete er gemeinsam mit Norman Rowe in vier Partien der Third Division South das Verteidigerpaar. Bei seinem Debüt gegen die Bristol Rovers (Endstand 3:5) traf er mit Jack Pitt auf einen früheren Mitschüler im Gegnerteam. Auch die drei weiteren Einsätze endeten mit Niederlagen (Gesamttorverhältnis 6:17). Am Saisonende belegte Walsall, wie bereits im Vorjahr, den letzten Tabellenplatz und musste sich zur Wiederwahl um den Ligaverbleib stellen. 
Boyden verließ am Saisonende den Klub und spielte vermutlich weiterhin in der Birmingham & District League, in der er bereits mit Walsalls Reserveteam gespielt hatte, zunächst für Brierley Hill Alliance und dann für die Bloxwich Strollers. Im Juli 2013 war Boyden bei einem Freundschaftsspiel zwischen Walsall und Aston Villa anwesend, das anlässlich des 125-jährigen Vereinsjubiläums von Walsall ausgetragen wurde; ebenso nahm er im April 2017 und April 2019 am Former Players Day des FC Walsall teil. Er starb 93-jährig im Mai 2022.